# Навагинка
Навагинка (Навагинская, Навагинское; также Колонки) — бывшее село в Адлерском районе Краснодарского края, включённое в городскую черту Сочи в 1961 году и упразднённое как населённый пункт в 1988 году; ныне — территория микрорайона «Заречный» в Центральном районе города Сочи.

## Географическое положение
Построено к северу от Сочи, на левом берегу реки Сочи, в 3—4 км от её устья.

## Варианты названия
- Навагинская[5][6],
- Навагинское[6],
- Новагинка[1][6],
- Колонка[3],
- Колонки[4][7].

В книге Т. В. Половинкиной «Сочинское Причерноморье» указывается, что название Навагинка населённый пункт получил «от Навагинского укрепления, а то, в свою очередь, — по имени полка, принимавшего участие в десантах на Черноморском побережье Кавказа во время Русско-кавказской войны». Аналогичные сведения приведены у В. Ф. Дизендорфа и В. И. Ворошилова.
По мнению Половинкиной ещё одно название села — Колонки (или Колонка) — являлось неофициальным (бытовым) и было распространено во второй половине XIX — начале XX веков. Ворошилов связывает его происхождение со словом колонисты: «Первыми колонистами (отсюда Колонки) были немцы … и русские».

## История
Населённый пункт образован в 1869 году (по другим данным — в 1867 году) как деревня Навагинская (Навагинка), когда «по специальному указу правительства, как начало колонизации покорённого края, было организовано 12 селений: Аибга, Ахштырь, Александровское (ныне Красноалександровское), Божьи Воды (ныне Марьино), Елизаветпольское (ныне Шаумян), Красное, Лесное (верховья Кудепсты), Навагинское (Сочи), Перевальное, Пластунское, Садовое, Хамышки».
Основателями Навагинки (в источниках этот населённый пункт также обозначен как «лютеранское село», «немецко-украинское село») считаются переселенцы (в частности немецкие колонисты) с Дона и Кубани (по другим сведениям — из Поволжья).
К 1872 население Навагинки составляло 156 человек. Населённый пункт «тянулся более чем на 2 км по правой стороне колёсной дороги Сочи — Пластунка; по левую её сторону находились поля, огороды и бахчи жителей». В селении был построен лютеранский молитвенный дом; в 1885 году открылось одноклассное училище. К 1895 году в Навагинке насчитывалось 53 лошади, 82 коровы, 60 свиней, 157 пчелиных ульев; под посевами была занята 81 десятина земли, под покосами — 75 десятин.
С 1896 года селение находилось в составе Сочинского округа Черноморской губернии.
В 1911 году С. А. Дороватовский в своей книге «Сочи и Красная Поляна с окрестностями» описывал Навагинку и историю её возникновения следующим образом:

После поголовного выселения черкесских племён в Турцию и переселения в Кубанскую область, в шестидесятых годах решено было заняться заселением края русским элементом. Для этого нарезаны были в разных местах земли, между прочим в долине р. Сочи, где навагинцы много пролили своей крови и сотнями сложили свои головы, нарезали землю для целого поселения и назвали его Навагинским. Теперь в этом селении живут … немцы-колонисты и селение более известно под названием — Колонки. Если выехать из города по Мингрельской улице, выходящей на Навагинское шоссе, то на второй версте встретятся имения Костарева и Кравченко. … За этими имениями через одну-две версты начинается Навагинка. Она вытянулась вдоль по шоссе на несколько вёрст. Направо и налево от шоссе чистенькие домики немцев-колонистов, хозяйственные постройки, сады, посевы. Бедности не заметно. Наоборот, во всём видна полная зажиточность, довольство. В центре Навагинки находятся кирка и школа. Старые кипарисы стройными рядами стоят около зданий, отделяя их от шоссе.— Дороватовский С. А. «Сочи и Красная Поляна с окрестностями» (1911 год)
С 1925 года село Навагинское являлось административным центром Навагинского сельского совета Сочинского района Черноморского округа Северо-Кавказского края. К 1926 году в нём числилось 428 жителей; имелись церковь и школа.
В 1941 году Навагинское вошло в состав Сочинского городского совета Краснодарского края.
В 1942 году часть немецкого населения села была депортирована.
В соответствии с указом Президиума Верховного Совета РСФСР от 10 февраля 1961 года прибрежная часть Адлерского (до 1934 года — Сочинского) и Лазаревского сельских районов, на которой располагались 46 сельских населённых пунктов (в том числе село Навагинское), была включена в черту города Сочи, а сами районы упразднены.
В 1976 году на территории бывшего села построен микрорайон «Заречный» («Корчагинский»).
31 декабря 1988 года населённый пункт Навагинка был снят с учёта.

## Население
| Год     | 1872 | 1886 | 1898 | 1905 | 1926 |
| ------- | ---- | ---- | ---- | ---- | ---- |
| Человек | 156  | 152  | 193  | 299  | 421  |

По сведениям Т. В. Половинкиной славянское население впервые было зарегистрировано в Навагинке в 1870 году. К 1872 году в деревне проживало 156 немцев и славян, к 1891 году — 188.
Из отчёта о командировке чиновника особых поручений действительного статского советника Краевского следует, что по состоянию на 1897 год в деревне числилось «45 семей получивших надел, 5 семей свои наделы продали, 3 семьи … неизвестно где находятся, так что хозяйством … занимаются 42 семьи, из которых 20 — русских и 22 — немцев». Кроме них в населённом пункте на тот момент проживало ещё 7 семей, не успевших получить земельные наделы до окончания межевания, а с 1896 года — 8 семей «армян турецко-подданных», арендовавших у местного сообщества 100 десятин земли сроком на 5 лет.
В 1898 году число постоянных жителей Навагинки составило 193 человек, включая 106 славян, 85 немцев и 2 поляков, а на начало 1905 года — 299 человек (189 славян и 110 немцев).
По данным поселенной переписи 1926 года по Северо-Кавказскому краю в селе Навагинском имелось 106 хозяйств и проживал 421 человек (207 мужчин и 214 женщин), в том числе 186 немцев, 156 украинцев, 44 русских, 4 казака.